# Pleurobranchaea meckeli
Pleurobranchaea meckeli (Blainville, 1825) è un mollusco gasteropode della famiglia Pleurobranchaeidae.

## Descrizione
Corpo di colore bruno chiaro con una fitta rete più scura, più raramente bruno scuro tendente al nero. Dotato di una singola branchia. Rinofori molto sviluppati. Fino a 10 centimetri.

## Biologia
Specie carnivora, si nutre di cnidari, talvolta cannibale o spazzina. Se disturbata è in grado di nuotare tramite le contrazioni del corpo.

## Distribuzione e habitat
La specie è diffusa nel mar Mediterraneo e nell'oceano Atlantico nord-orientale.
Comune localmente, reperibile su fondali sabbiosi da circa 10 metri di profondità.